# Église de la Transfiguration de Sokobanja
Pour les articles homonymes, voir Église de la Transfiguration.
L'église de la Transfiguration de Sokobanja (en serbe cyrillique : Црква Светог Преображења у Сокобањи ; en serbe latin : Crkva Svetog Preobraženja u Sokobanji) est une église orthodoxe serbe serbe située à Sokobanja, dans le district de Zaječar en Serbie. Elle est inscrite sur la liste des monuments culturels protégés de la république de Serbie (no SK 756),.

## Présentation
L'église a été construite en 1892 dans un style serbo-byzantin. Elle a été édifiée par des maîtres italiens selon un projet de l'architecte Svetozar Ivačković.

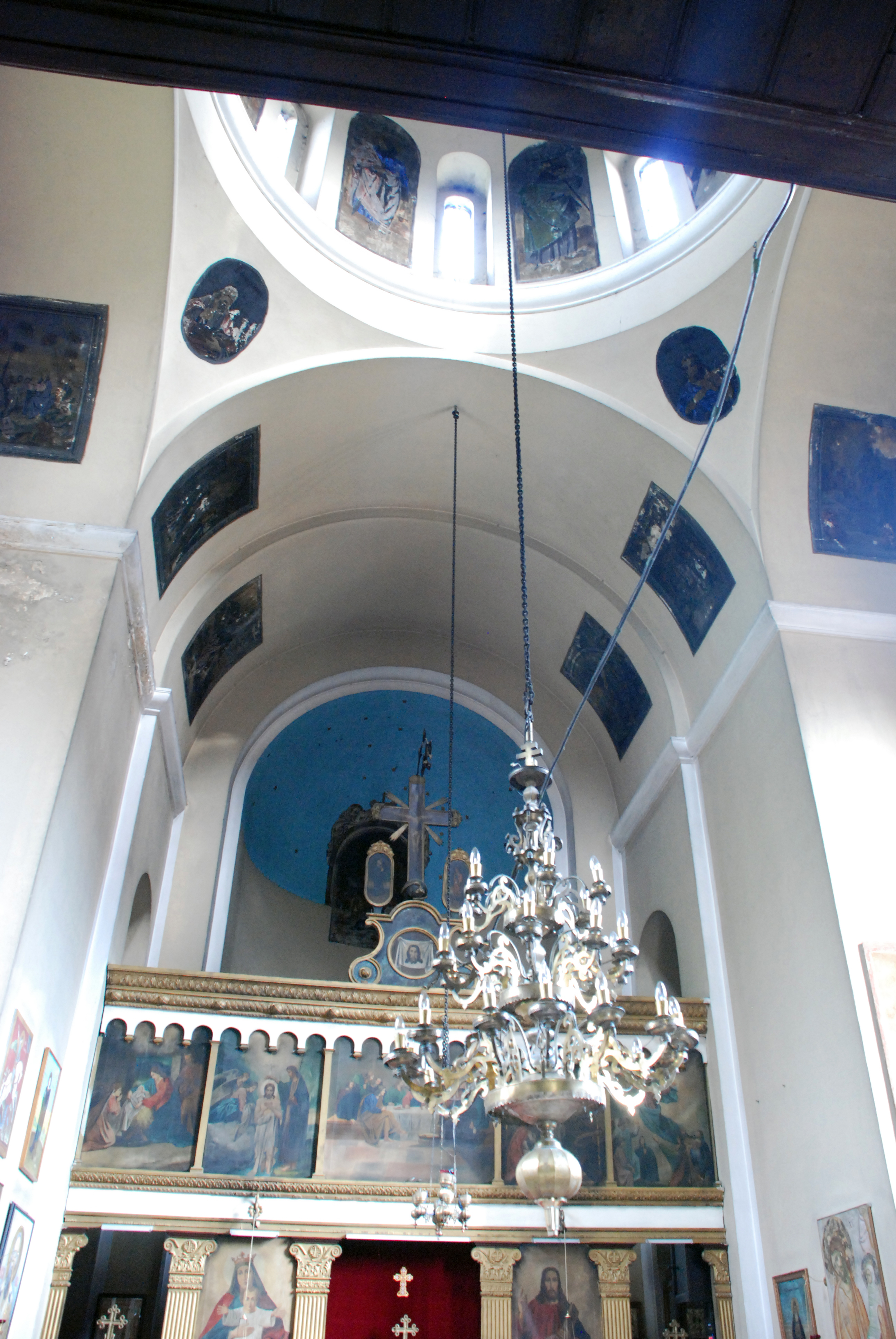
Vue de l'intérieur

Elle abrite une iconostase dont l'auteur est inconnu.

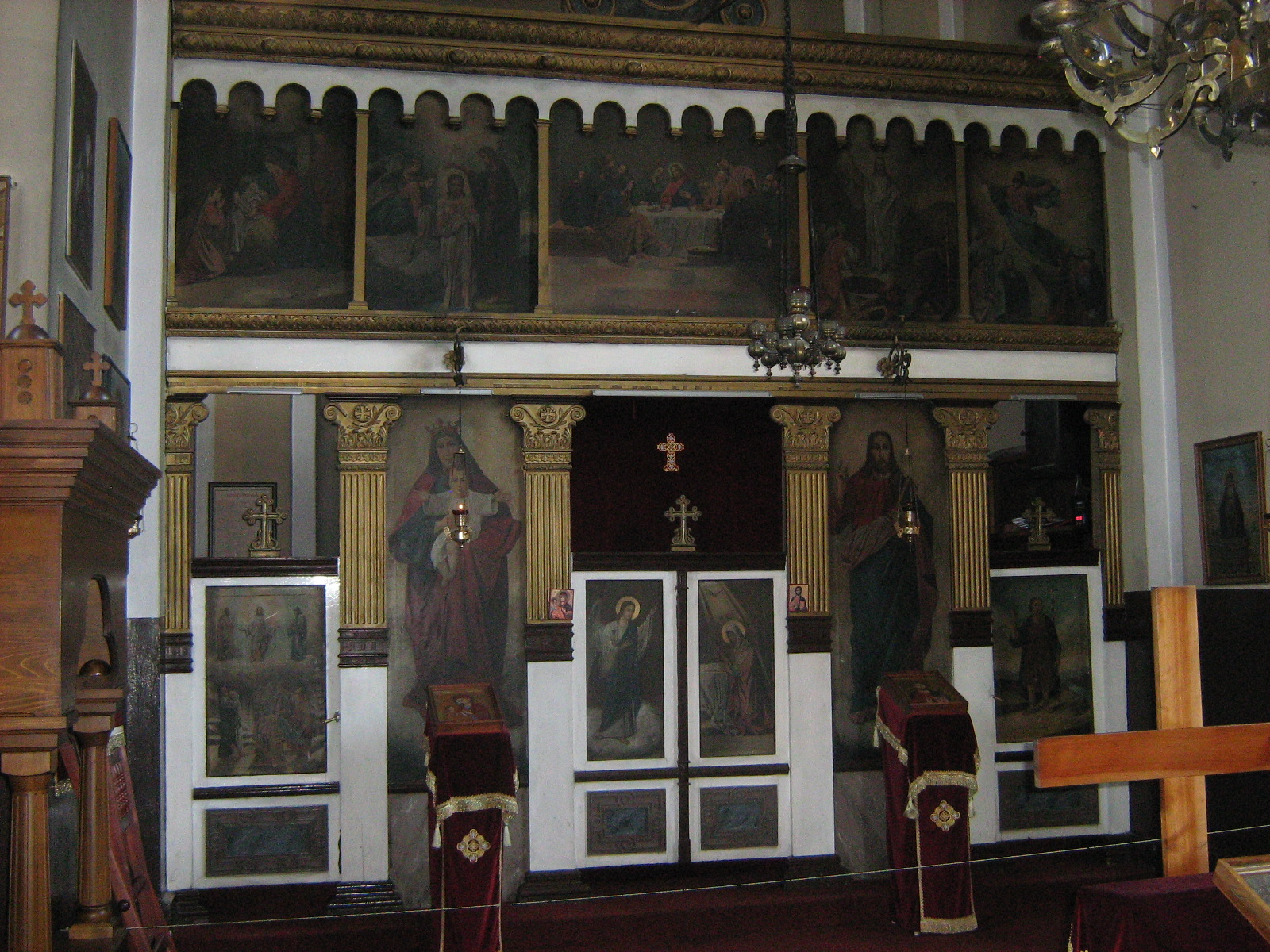
L'iconostase